# 鶴書房
株式会社鶴書房（つるしょぼう）は、かつて存在した日本の出版社である。旧社名田中元文社（たなかげんぶんしゃ）、株式会社ツル・コミック社の前身。

## 沿革
- 1926年（大正15年） - 大阪市で「田中元文社」として創業。
- 1941年（昭和16年） - 東京進出、「株式会社鶴書房」と改称および改組。
- 1945年（昭和20年） - 戦争災害で東京・大阪ともに社屋焼失。
- 1948年（昭和23年） - 営業再開
- 1968年（昭和43年） - 創業者田中貫行死去
- 1979年（昭和54年）8月 - 倒産

## 概要
実務書の他にもSFシリーズや、漫画創成期に漫画を発行、さらに『ピーナッツ』を刊行、その後ホロスコープ（星占い）を大ヒットさせた。
ジュール・ヴェルヌの『海底二万里』やE・R・バローズの『火星の合成人間』 など、主に少年向けの海外冒険・SF小説の翻訳・出版を行っていた。1952年（昭和27年）6月10日、『漫画と読み物』（新生閣）で連載された手塚治虫の『新世界ルルー』を、『きえた秘密境』と改題の上で出版。同年8月10日には藤子不二雄（当時は足塚不二雄）に『最後の世界大戦』（のちに『UTOPIA 最後の世界大戦』に改題）の発行を手塚治虫の紹介で要請。翌年1953年に刊行（藤子にとってはこれが初の単行本）するなど、戦後日本の漫画史において重要な役割を果たす。
1969年（昭和44年）にはチャールズ・M・シュルツの『ピーナッツ』（スヌーピー）シリーズを発行した。訳者には詩人の谷川俊太郎を起用し、スヌーピーが大ヒットし日本に大きく知られるきっかけになった。1971年（昭和46年）に雑誌『月刊SNOOPY』を、翌1972年には海外漫画専門誌『WOO』を発行した。1970年代のある時期、社名を「株式会社ツル・コミック社」と改めている。
占い本の出版でも知られ、日本の占い業界に大きな影響を与えていた。特に1973年にホロスコープ（星占い）は大ヒットとなった。
SFベストセラーズでは日本のSF草創期の作家が腕をふるって良質なSFジュブナイルを世に送り出しており、筒井康隆『時をかける少女』、眉村卓『なぞの転校生』、光瀬龍『夕ばえ作戦』などはNHKでSFドラマ化され、小松左京『見えないものの影』、石山透の『続・時をかける少女』も刊行した。
また『小品盆栽』（中村是好著）『のらくろ先生の観葉植物』（田河水泡著）など、園芸書も刊行していた。
1979年（昭和54年）に倒産。委託販売でなく直販の営業体制を取っていたが、日本出版労働組合連合会傘下の労働組合ができ、労務倒産したと新聞記事に紹介されている。倒産後、『ピーナッツ』は角川書店から出版されている。

## データ
- 所在地 : 東京都千代田区富士見町2-9
- 代表 :

田中貫行（創業者、1897年 - 1968年、満70歳没）
田中貫行は湯川弘文社（現弘文社）の一番番頭として出版社の営業、経営を学び、のれん分けという形で田中元文社（鶴書房）を設立する。
田中博之（元社長、2009年死去、満84才没）
田中貫行の長男